# Prismognathus prossi
Prismognathus prossi es una especie de coleóptero de la familia Lucanidae.

## Distribución geográfica
Habita en el Tíbet y Xizang en la (China).